# Otto Sprengel

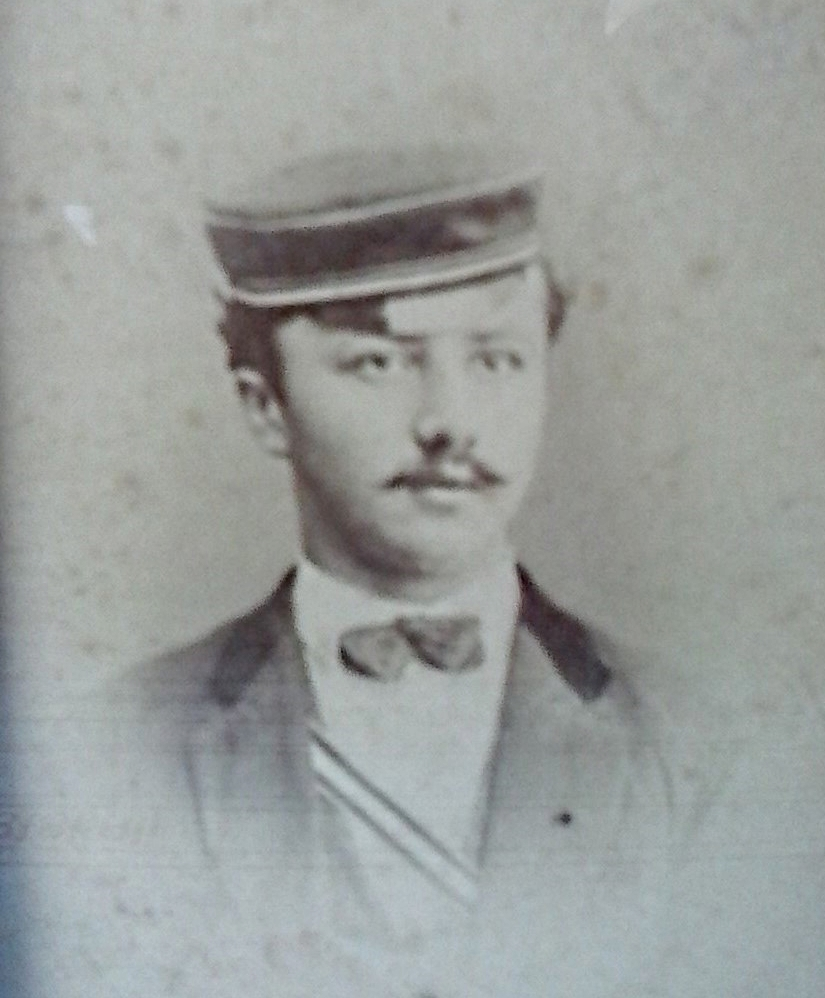
Otto Sprengel als Tübinger Preuße

Otto Gerhard Karl Sprengel, auch Otto Gerhard Carl Sprengel (* 27. Dezember 1852 in Waren (Müritz); † 8. Januar 1915 in Charlottenburg) war ein deutscher Chirurg. Nach ihm ist die Sprengel-Deformität  benannt (1891).

## Leben
Otto Sprengel besuchte die Domschule Güstrow, wo er Ostern 1872 das Abitur bestand. Er studierte Medizin an der Eberhard Karls Universität Tübingen. Er war vom Sommersemester 1872 bis zum Wintersemester 1873/74 im Corps Borussia Tübingen aktiv und zeichnete sich als Consenior aus. Als Inaktiver wechselte er an die Ludwig-Maximilians-Universität München und zum Wintersemester 1875/76 an die Universität Rostock. Er beendete das Studium an der Philipps-Universität Marburg, die ihn 1877 zum Dr. med. promovierte.
Die chirurgische Ausbildung begann er bei Wilhelm Roser in Marburg. Von 1878 bis 1881 war er mit Alfred Genzmer, Paul Kraske und Maximilian Oberst bei Richard von Volkmann in der Chirurgischen Klinik der  Friedrichs-Universität Halle. Nach kurzer Zeit als Privatchirurg in Frankfurt am Main wurde er 1882 Oberarzt des Kinderkrankenhauses in Dresden.
Im Jahr 1895 heiratete er Elisabeth Oberländer.
Zum 1. April 1896 übernahm er nach dem Freitod seines Vorgängers Hermann Seidel, welcher von 1881 bis 1886 ebenfalls mit Richard von Volkmann zusammengearbeitet hatte, als Oberarzt die Leitung der Chirurgischen Abteilung des Herzoglichen Krankenhauses in Braunschweig.
Im Jahr 1914 zum Präsidenten der  Deutschen Gesellschaft für Chirurgie gewählt, konnte er das Amt nicht antreten, da er sich im Ersten Weltkrieg bei der Versorgung einer Schussverletzung infizierte. Mit 63 Jahren erlag er einer Sepsis. Beigesetzt wurde er auf dem Neuen Annenfriedhof in Dresden. Auf dem Friedhof Waren existiert zudem ein Gedenkkreuz am Grab seiner Schwester für ihn.

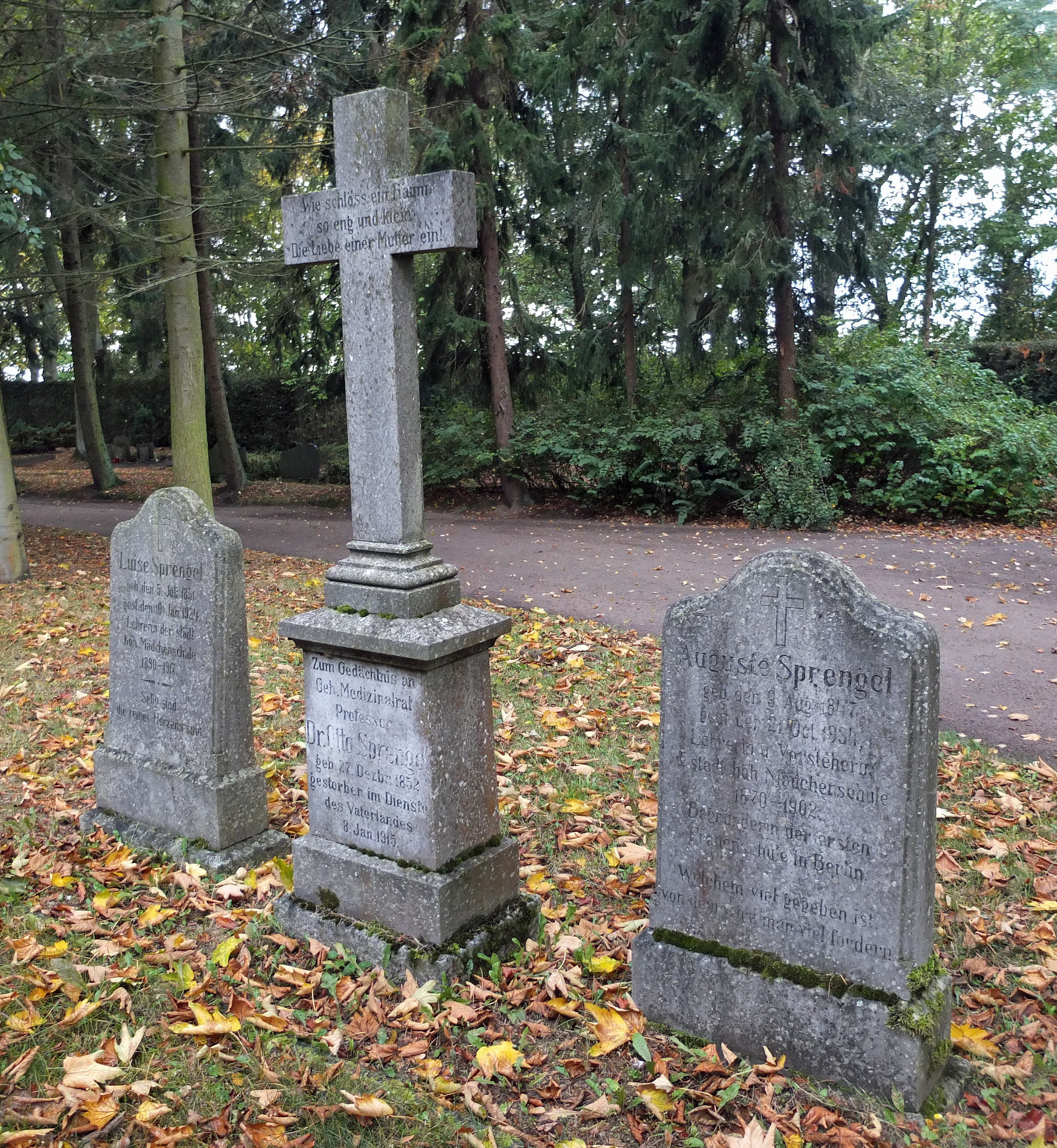
Kenotaph (Mitte) für Otto Sprengel in Waren (Müritz)

## Veröffentlichungen (Auswahl)
- Zur Frühoperation bei akuter Appendizitis. In: Verhandlungen der Deutschen Gesellschaft für Chirurgie II. 1901, S. 87 ff.
- Zur Methodik der Appendizizisoperation. In: Zentralblatt für Chirurgie. 1901.
- Appendicitis (= Deutsche Chirurgie. Lieferung 46d). Enke, Stuttgart 1906.

## Ehrungen
- Honorarprofessor
- Geheimer Medizinalrat (1915)
- Präsident der Deutschen Gesellschaft für Chirurgie (1915, nicht angetreten)